# Sätra pistolskyttebana

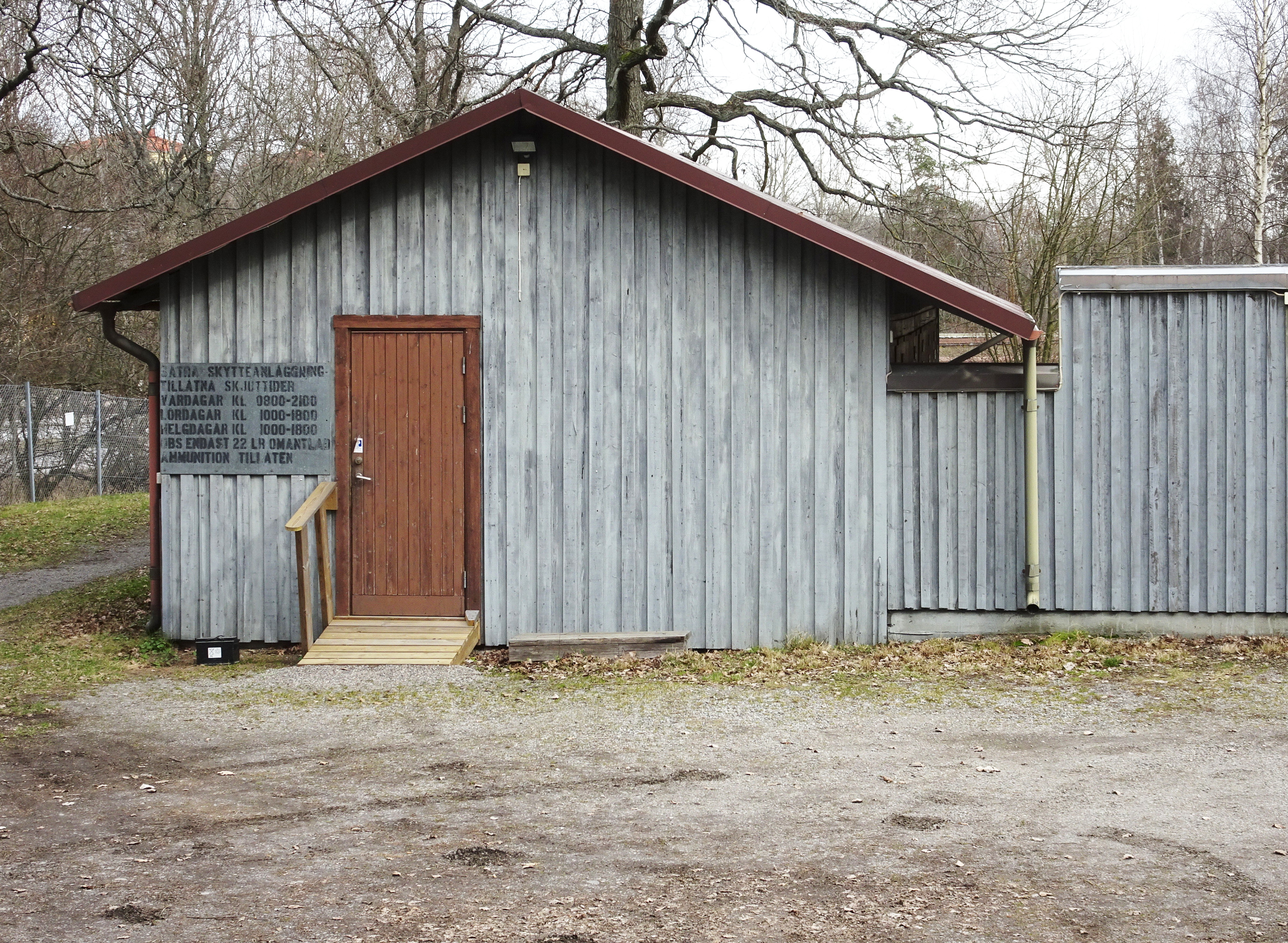
Sätra pistolskyttebana, 2020.

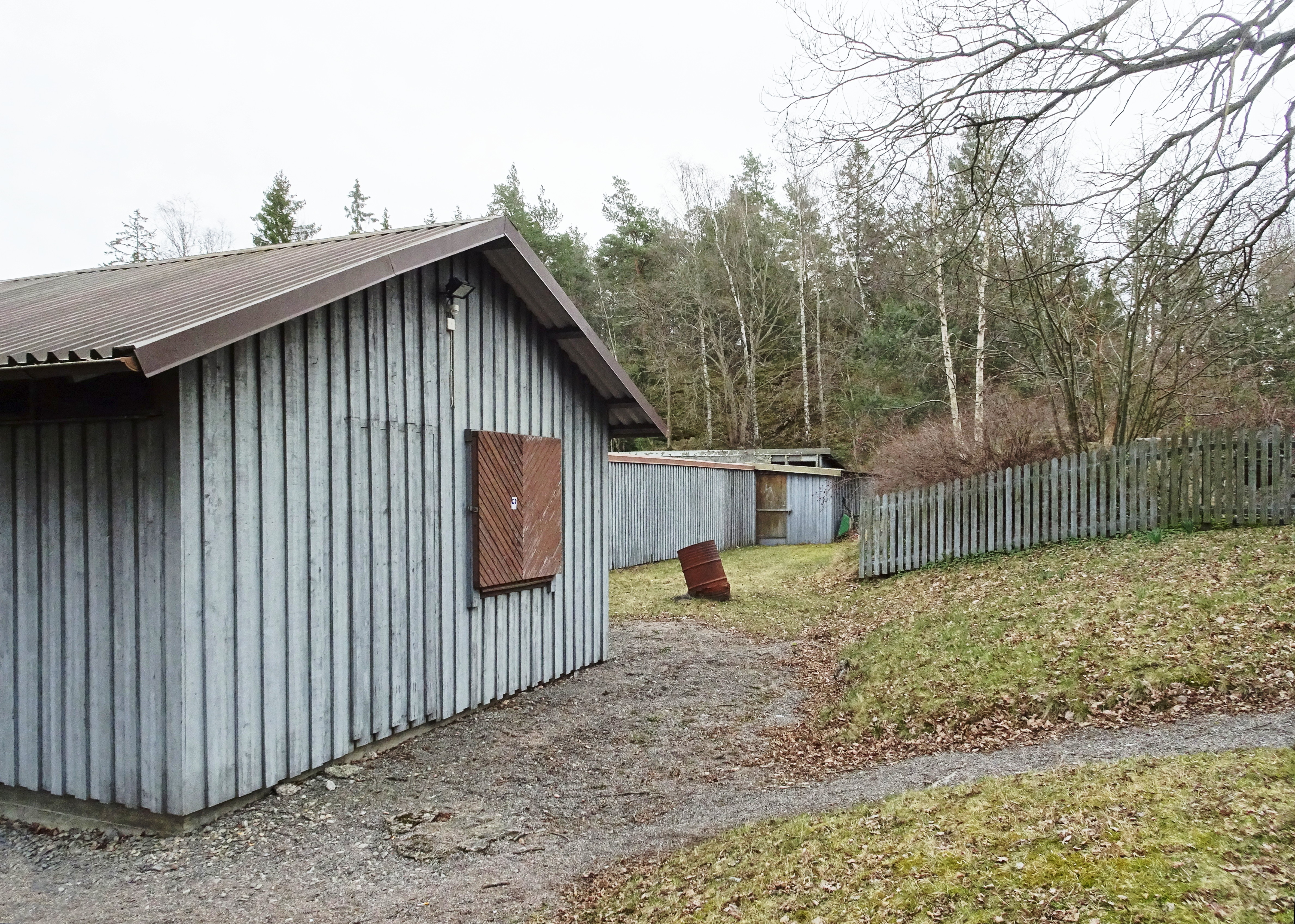
Sätra pistolskyttebana, 2020.

Sätra pistolskyttebana är en skjutbana i förorten Bredäng i södra Stockholm. Sätra pistolskyttebana är den enda i sitt slag inom Söderort. Det finns planer på att bygga bostäder på området.

## Historik
Sätra pistolskyttebana ligger i ett mindre park- och skogsområde strax söder om korsningen Bredängsvägen / Skärholmsvägen nära Sätra friidrottshall. Banan består av några träbyggnader och utomhusbanor som uppfördes under åren 1984 till 1995 av Stockholms fritidsförvaltning bygg- och projekteringsavdelning  som även ritade anläggningen.
Sätra pistolskyttebana  är Mälarhöjdens Pistolskyttars hemmabana för bland annat skytte med kaliber .22 tum (5,6 mm) på utomhusbana. Här finns en 25 meters bana (för 40 platser) med vridställ samt en 50 meters bana (för 12 platser), för fripistol och gevär. 25-metersbanan är för nationellt skytte och 50-metersbanan för sportskytte.